# Across the Pacific (film, 1914)
Pour plus de détails, voir Fiche technique et Distribution.
Across the Pacific est un film muet américain réalisé par Edwin Carewe et sorti en 1914.

## Fiche technique
- Réalisation : Edwin Carewe
- Scénario : Edwin Carewe (H), d'après une pièce de Charles E. Blaney
- Production : Edwin Carewe, Charles E. Blaney
- Pays de production :  États-Unis
- Date de sortie : 
  - États-Unis : 2 novembre 1914

## Distribution
- Dorothy Dalton : Elsie Escott
- Samuel E. Hines
- Millar
- Barbara Tennant
- Robert Warwick